# 唐寿陵
寿陵为唐朝皇家陵寝之一，为唐僖宗母惠安皇后王氏墓。位于京兆府万年县（今陕西省西安市）。
唐懿宗咸通年间，王氏被册封为贵妃，生下普王。咸通七年（866年），王贵妃去世，咸通十四年（873年），普王即位为唐僖宗，赠母亲皇太后，谥号惠安。没有和父亲唐懿宗合葬简陵，而是将母亲的陵墓称为寿陵。元朝编撰的《类编长安志》指寿陵在万年县东北二十五里东陵乡砚瓦里。今址不详。